# University College London
University College London (UCL) er det ældste universitet i London. Universitet har studerende fra mere end 140 lande. University College London er en del af universitetssammenslutningen University of London.
University College London er et af de mest prestigefyldte britiske universiteter.[kilde mangler] Der er 26 Nobelpris-vindere blandt UCL's nuværende og tidligere studerende og personale.

## Historie
University College London er grundlagt i 1826 og er dermed det første universitet grundlagt i London. University College London er også det første universitet i England der på helt sekulær basis optog studerende uanset deres religion, og det første til at optage kvinder på lige fod med mænd. UCL er et af de to stiftende kollegier på University of London.

## Alumni tilknyttet University College London
- Alexander Graham Bell
- Mahatma Gandhi
- Rabindranath Tagore
- G.K. Chesterton